# Sheldon Glueck
Sheldon Glueck (* 15. August 1896 in Warschau, Polen, damals Russisches Reich; † 10. März 1980 in Cambridge, Massachusetts) war ein US-amerikanischer Kriminologe, der zusammen mit seiner Ehefrau Eleanor Glueck, geborene Touroff (* 12. April 1898 in Brooklyn, New York; † 25. September 1972 in Cambridge, Massachusetts) ein Forscherteam bildete, das es mit seinen biografischen Untersuchungen und einer daraus entwickelten Prognosetafel zu internationaler Bekanntheit brachte und in allen Lehrbüchern der Kriminologie Erwähnung findet.

## Werdegang
Sheldon Glueck kam 1903 aus Polen in die USA und wurde 1920 eingebürgert. Er studierte an der Georgetown University und an der Harvard University, wo er die Abschlüsse M.A. und Ph.D. erwarb. Von 1925 bis zu seiner Emeritierung 1963 lehrte Glueck als Professor für Kriminologie an der Harvard University. 1933 wurde er in die American Academy of Arts and Sciences gewählt.
Eleanor Touroff erwarb 1921 ein Diplom an einer Fachschule für Sozialarbeit in New York. Nach ihrer Heirat mit Sheldon Glueck (1922) arbeitete sie zu kriminologischen Fragestellungen an der Harvard University, wo sie 1925 promovierte und ab 1930 als Forschungsprofessorin angestellt war. 1960 wurde auch sie in die American Academy of Arts and Sciences gewählt.

## Gemeinsames Werk
Das Ehepaar Glueck hatte von 1939 bis 1963 in drei Erhebungswellen 1000 Probanden (davon 500 Delinquente und 500 Nichtdelinquente) im Alter zwischen 10 und 17 aus der Bostoner Unterschicht befragt und dabei quantitative sowie qualitative Erhebungstechniken angewandt. Sie kamen zum Ergebnis, dass unvollständige Familien, der frühe Wechsel von Erziehungspersonen, dauernde Konflikte zwischen Eltern und Kindern bzw. zwischen den Eltern, die Abhängigkeit der Familie von Fürsorgeeinrichtungen, Mangel an Zuwendung (aber auch übertriebene Fürsorge) und widersprüchliche Erziehungsmaßnahmen durch die Elternteile auf ein späteres kriminelles Verhalten der Kinder schließen lässt.
Auf Basis dieser Erkenntnisse entwickelten die Gluecks eine Prognosetafel, in der die einzelnen kriminalitätsfördernden Faktoren aufgelistet und gewichtet sind. Diese Prognosestafel erwies sich jedoch nur bei Extremgruppen (auffällige Rückfalltäter und stark angepasste Personen) als verlässlich, genau bei solchen Personengruppen also, die auch ohne Prognosetafel erkannt werden können. Ansonsten wird das Kriminalitätsrisiko mit der Glueck'schen Prognose-Methode deutlich zu hoch eingeschätzt.
Das den Prognosetafeln zu Grunde liegende Menschenbild war das einer Reiz-Reaktionsmaschine aus den Zeiten des einfachen Behaviorismus. Die Gluecks nahmen an, dass man alle Faktoren der Kriminalitätsentstehung durch ein Summieren von Umwelteinflüssen erkennen könne. Trotz der Unzulänglichkeit ihrer Prognosetafel sind die Gluecks so etwas wie Klassiker der Kriminologie geworden, weil sie die erste große Panel-Untersuchung zur Erforschung von delinquentem Verhalten durchführten.

## Nachuntersuchung durch Sampson und Laub
Die Glueck'sche Langzeitstudie wurde 2001 von den Kriminologen John H. Laub und Robert J. Sampson nachuntersucht. Sie ermittelten die 230 noch lebenden Probanden aus dem Delinquenten-Cluster (ursprünglich 500), überprüften deren Strafregister und interviewten 52 der inzwischen etwa 70-Jährigen. Diejenigen von ihnen, die im Laufe ihres Lebens aus kriminellen Karrieren ausgestiegen waren, benannten folgende Wendepunkte: Ehe; Militärdienst (Koreakrieg und Besatzung in Europa); Erfahrungen in Erziehungsheimen; Wegzug aus einer schwierigen Nachbarschaft; feste Arbeit.
Noch während der Nachuntersuchung verstarben einige der Probanden. Damit lässt sich sagen, dass die Glueck'sche Panel-Untersuchung die einzige kriminologische Längsschnittstudie ist, die den gesamten Lebenslauf der Probanden erfasst.

## Gemeinsame Schriften der Gluecks
- Unraveling Juvenile Delinquency (1950)
- Delinquents in the Making (1952)
- Physique and Delinquency (1956)
- Predicting Delinquency and Crime (1959)
- Family Environment and Delinquency (1962)
- Ventures in Criminology (1964)
- Delinquents and Nondelinquents in Perspective (1968)
- Toward a Topology of Juvenile Offenders: Implications for Therapy and Prevention (1970),
- Identification of Predelinquents (1972).